# Aquitaans
Het Aquitaans is een dode taal die, of mogelijk een dialect dat in het oude Aquitanië – tussen de Pyreneeën en de Garonne, in de streek die nu Gascogne heet – gesproken werd voordat dit gebied door de Romeinen veroverd werd. De taal heeft waarschijnlijk tot in de Hoge Middeleeuwen bestaan en is bekend van archeologische vondsten, de toponymie en de geschiedenis.

## Oorsprong
De oorsprong van het Aquitaans is onbekend. Wel zijn er sterke aanwijzingen voor verwantschap met het Baskisch. Over de herkomst van de taal zijn al veel theorieën ontwikkeld.
Er is geopperd dat het Aquitaans in feite geen taal op zich is, maar een dialect of groep dialecten van het Baskisch. De belangrijkste aanwijzingen hiervoor zijn enkele votieven en grafstenen met teksten in het Latijn die ongeveer vierhonderd namen van personen en zeventig namen van goden bevatten.

## Relaties met andere talen
Net als van het Baskisch zijn er van het Aquitaans verder geen verwante talen bekend. Aan de hand van enkele woorden die op de inscripties zijn aangetroffen, is duidelijk te zien dat het Baskisch en het Aquitaans overeenkomsten vertonen:
| Aquitaans               | Baskisch       | Nederlands |
| ----------------------- | -------------- | ---------- |
| Andere, Andre-          | andre          | vrouw      |
| Belex, -belex, -bel(e)s | beltz          | zwart      |
| Cis(s)on                | gizon          | man        |
| Nescato                 | neska          | vrouw      |
| Sembe-                  | seme (<*senbe) | zoon       |
| Seni                    | sein (<*seni)  | broer      |
| Sahar                   | zahar          | oud        |
| corri                   | gorri          | rood       |
| -co                     | -ko            | suffix     |
| -tar                    | -tar           | suffix     |

Het is bekend dat deze woorden en elementen in het Middelbaskisch gebruikt werden, wat dus wijst op een historische continuïteit op fonetisch gebied tussen de pre-Romeinse periode en de middeleeuwen. Er zijn echter ook Aquitaanse woorden bekend die tegenwoordig in het geheel niet meer terug te vinden zijn in het Baskisch. Het lijkt er daarom op dat er in de pre-Romeinse en Romeinse periode al een vroege Baskische taal gesproken werd in Aquitanië, naast het Aquitaans.
Verschillende Aquitaanse woorden en namen zijn van oorsprong Iberisch, vooral de namen van goden. Dit duidt dus op een verband tussen het Aquitaans en het Iberisch, terwijl anderzijds het Baskisch geen duidelijke overeenkomst met het Iberisch vertoont.
De overeenkomsten tussen Aquitaanse en Iberische namen (antroponymie) blijken duidelijk uit de volgende tabel:
| Aquitaans    | Iberisch    |
| ------------ | ----------- |
| Illurberriko | iltur-ber'i |
| Habelex      | ar's-beles' |
| Baeserte     | baiser      |
| Belexcon-is  | beles'-kon  |
| Ennebox      | en(a)-bos'  |

## Geografie en geschiedenis

Oorspronkelijk Aquitanië

De bewoners van het tegenwoordige Zuidwest-Frankrijk onderhouden al sinds de oudheid sterke banden met de Basken. Gedurende de Romeinse verovering van Gallië door Julius Caesar was Aquitania (Aquitanië) het gebied tussen de Garonne en de Pyreneeën. Het gebied werd bewoond door een stam die bekendstond om zijn ruiters. Deze stam onderscheidde zich volgens Caesar door zijn gewoonten van Gallië. Bovendien week de taal duidelijk af van de Keltische talen die in Gallië gesproken werden. In de middeleeuwen kreeg de streek de naam Gascogne, een naam die afgeleid is van 'Vasconia', dat een Baskische oorsprong kent. Er zijn veel aanwijzingen dat het Aquitaans toen nog in de Pyreneeën gesproken werd, in ieder geval tot aan Val d'Aran. De plaatsnamen in deze streek die eindigen op -os, -osse, -ons, -ost en -once hebben een Aquitaanse oorsprong.
Het is minder duidelijk hoe de taal zich ten zuiden van de Pyreneeën ontwikkeld heeft, omdat hier erg weinig historische aanwijzingen gevonden zijn. De Caristen, Vardulen en Autrigonen, die een gedeelte van het huidige Baskenland bewoonden, waren waarschijnlijk van oorsprong Indo-Europees. Zij waren de voorouders van de Cantabriërs.
Er zijn rond Gipuzkoa nauwelijks teksten gevonden uit de Vroege Middeleeuwen die volgden op de val van het Romeinse Rijk. Hierdoor is het erg lastig te bepalen welke taal daar in die tijd gesproken werd. Het kan er echter ook op duiden dat de Romeinen dit gebied links hebben laten liggen en dat het al die tijd door de Basken bewoond is gebleven.
De Vasconen, die het gebied van het huidige Navarra bewoonden worden meestal als de voorouders van de Basken beschouwd, waarbij hun naam (Vascos) als belangrijk bewijs dient. In 1960 is in Lerga een stele met Aquitaanse namen gevonden, die de theorie versterkt dat de Basken en Aquitaniërs sterke banden onderhielden.